# Casa de Urberg
Casa de Urberg a fost o mică familie nobiliară alemanică nativă satului Urberg al comunei Dachsberg din Baden-Wurttemberg.